# Ulica Chodakowska w Warszawie
Ulica Chodakowska – ulica w dzielnicy Praga-Południe w Warszawie.

## Historia
Ulica została wydzielona około 1960 z ulicy Terespolskiej. 
Przed 1939 w tym rejonie miasta ulokowały się liczne zakłady przemysłowe, między innymi zatrudniająca ponad trzy tysiące osób Fabryka Samochodów Osobowych i Półciężarowych Państwowych Zakładów Inżynierii, oraz Zakłady Amunicyjne Pocisk Sp. Akc., gdzie pracowało półtora tysiąca ludzi. Do dziś przetrwał budynek mieszkalny należący do tego przedsiębiorstwa. Poza nim ocalało jeszcze kilka przedwojennych kamieniczek. Zakłady przemysłowe zostały zniszczone podczas bombardowań w 1939. 

## Ważniejsze obiekty
- Uniwersytet SWPS
- Budynek mieszkalny Zakładów Amunicyjnych „Pocisk”
- Przedsiębiorstwo Napraw Infrastruktury